# Anaya (kommunhuvudort)
Anaya är en kommunhuvudort i Spanien.   Den ligger i provinsen Provincia de Segovia och regionen Kastilien och Leon, i den centrala delen av landet, 80 km nordväst om huvudstaden Madrid. Anaya ligger 891 meter över havet och antalet invånare är 137.
Terrängen runt Anaya är platt. Runt Anaya är det ganska glesbefolkat, med 29 invånare per kvadratkilometer. Närmaste större samhälle är Segovia, 16,7 km öster om Anaya. Trakten runt Anaya består till största delen av jordbruksmark.